# NGC 1211
NGC 1211 في الفهرس العام الجديد، هي مجرة، تقع في كوكبة قيطس. اكتشفت في 31 أكتوبر 1867 بواسطة إدوارد ستيفان.

## روابط خارجية
- NGC 1211 على موقع ويكي سكاي: DSS2, SDSS, GALEX, IRAS, Hydrogen α, X-Ray, Astrophoto, Sky Map, Articles and images